# Постоянный Президиум Съезда народных депутатов СССР
Постоя́нный Прези́диум Съе́зда наро́дных депута́тов СССР (ППСНД СССР) — российская политическая общественная организация, созданная 17 марта 1992 года, претендующая (наряду с некоторыми другими) быть высшим органом власти распавшегося СССР. В органах юстиции Российской Федерации не зарегистрирована.

## История создания
В декабре 1991 года, когда Верховный Совет СССР (сформированный высшими органами власти 6 союзных республик в октябре 1991 года) был поставлен перед фактом подписания руководителями трёх (8.12.1991), а затем — одиннадцати (21.12.1991) союзных республик Соглашения о создании СНГ, ряд народных депутатов СССР выразили несогласие с этими действиями и объявили о предстоящем созыве Съезда народных депутатов.
10 декабря народные депутаты СССР Александр Оболенский и Владимир Самарин начали сбор подписей среди своих коллег за созыв чрезвычайного VI Съезда народных депутатов СССР. Под обращением к Президенту СССР и Верховному Совету СССР с предложением созвать Съезд подписалось 397 депутатов.
10 марта 1992 года вице-мэр Москвы Юрий Лужков обратился с заявлением в Верховный Совет РСФСР, в котором призвал запретить проведение Съезда народных депутатов СССР, организованного депутатами, не признавшими распада СССР. На следующий день Президиум Верховного Совета РСФСР признал попытки возобновления деятельности любых органов СССР на территории Российской Федерации посягательством на государственный суверенитет России и несовместимыми со статусом Российской Федерации как независимого государства. Однако, стоит отметить, что до 25 декабря 1993 года действовала Конституция Российской Федерации-России (РСФСР) 1978 года, в которой после декабря 1991 года продолжали упоминаться Конституция СССР и законы СССР.
Собрание народных депутатов СССР, объявившее себя «VI чрезвычайным Съездом народных депутатов СССР», было проведено в доме культуры «Дружба» совхоза Вороново (административно — посёлок ЛМС, ныне в границах Москвы) с участием меньшинства народных депутатов СССР (присутствовало около 200 из 2250 народных депутатов СССР) 17 марта 1992 — в годовщину всесоюзного референдума о сохранении СССР. Собрание приняло резолюции по политическим, экономическим и международным вопросам и избрало Постоянный Президиум (ПП СНД СССР).
Председателем Постоянного Президиума была избрана С. З. Умалатова, ответственным секретарём — народный депутат РСФСР И. А. Шашвиашвили (который, будучи членом Верховного Совета РСФСР, проголосовал за ратификацию беловежского соглашения о создании СНГ, но воздержался при голосовании о денонсации Союзного договора 1922 года). Членами ППСНД СССР были избраны В. И. Алкснис, Ю. В. Голик, А. М. Макашов, Л. И. Сухов, А. М. Оболенский, А. Н. Крайко и другие. С 1993 года ППСНД СССР собирался в неполном составе и нерегулярно.
Постоянный Президиум выступал с многочисленными политическими заявлениями, а также присуждал и вручал государственные награды СССР. С приходом к власти в РФ В. В. Путина С. З. Умалатова возглавила общественное движение в его поддержку и с тех пор не позиционирует себя как продолжатель функций Советского государства.

## Наградная деятельность
В 1994 году самопровозглашенный Постоянный Президиум съезда народных депутатов СССР возобновил награждение граждан Российской Федерации и Украины орденами и медалями СССР и присвоение почётных званий СССР, например, «Народный артист СССР». ППСНД СССР присваивал и высшие степени отличия СССР — звания Героя Советского Союза и Героя Социалистического Труда, а также воинские звания, вплоть до генерала армии, офицерам запаса.
До конца 1999 года награждения орденами и медалями СССР производились за счёт запасов этих наград, сохранившихся на монетных дворах. В 1990-е годы многие граждане Российской Федерации были награждены орденами Ленина, Октябрьской революции, «Знак Почёта» и Красной Звезды. Так, например, в 1998 году орденом Красной Звезды был награждён С. В. Гуляев, звание Героя Советского Союза получили А. П. Берест (посмертно), Э. А. Асадов, М. П. Минин, Я. И. Джугашвили (посмертно) и другие. 31 октября 2001 года орденом Отечественной войны 1-й степени был награждён город Ярцево Смоленской области. Указы о награждении подписывались Председателем ППСНД СССР — Умалатовой С. З.
Печатались также наградные документы нового образца — удостоверения к медалям и орденские книжки с гербом СССР и надписью на обложке: «Союз Советских Социалистических Республик».
22 сентября 1994 года, к годовщине разгона Съезда народных депутатов и Верховного Совета Российской Федерации, ППСНД СССР была учреждена первая собственная награда — орден «Защитнику Советов». В период с 7 февраля 1995 до 18 ноября 1999 года ППСНД СССР учредил «Орден Сталина» (4 марта 1998) и 14 юбилейных медалей:
- «50 лет Победы советского народа в Великой Отечественной войне 1941—1945 гг.» (7 февраля 1995);
- «Маршал Советского Союза Жуков» (20 февраля 1997);
- «80 лет Великой Октябрьской социалистической революции» (25 сентября 1997);
- «80 лет Вооружённых сил СССР» (10 декабря 1997);
- «Адмирал флота Советского Союза Н. Г. Кузнецов» (7 апреля 1998);
- «80 лет пограничным войскам СССР» (6 мая 1998);
- «80 лет ВЧК-КГБ» (12 августа 1998);
- «80 лет ВЛКСМ» (14 октября 1998);
- «Ветерану-интернационалисту» (16 октября 1998);
- «50 лет атомной энергетике СССР» (16 октября 1998);
- «120 лет И. В. Сталину» (15 августа 1999);
- «55 лет Победы советского народа в Великой Отечественной войне 1941—1945 гг.» (18 ноября 1999);
- «70 лет создания воздушно-десантных войск СССР» (18 ноября 1999);
- «Участнику ликвидации аварии на Чернобыльской атомной электростанции» (дата учреждения не указана).

В апреле 2002 года Министерство юстиции Российской Федерации предупредило руководителя организации С. З. Умалатову о недопустимости учреждения и изготовления знаков, имеющих внешнее сходство с государственными наградами СССР.